# 히키사카 리에
히키사카 리에(일본어: 引坂 理絵, 9월 11일 ~ )는 일본의 여자 성우이다.

## 출연 작품
2017년
- 키라키라☆프리큐어 아라모드 (미츠오카 준코, 야파파, 아오이 팬 소녀, 노노 하나 / 큐어 옐 외 단역)

2018년
- 허긋토! 프리큐어 (노노 하나/큐어 옐)